# Marché Modiano

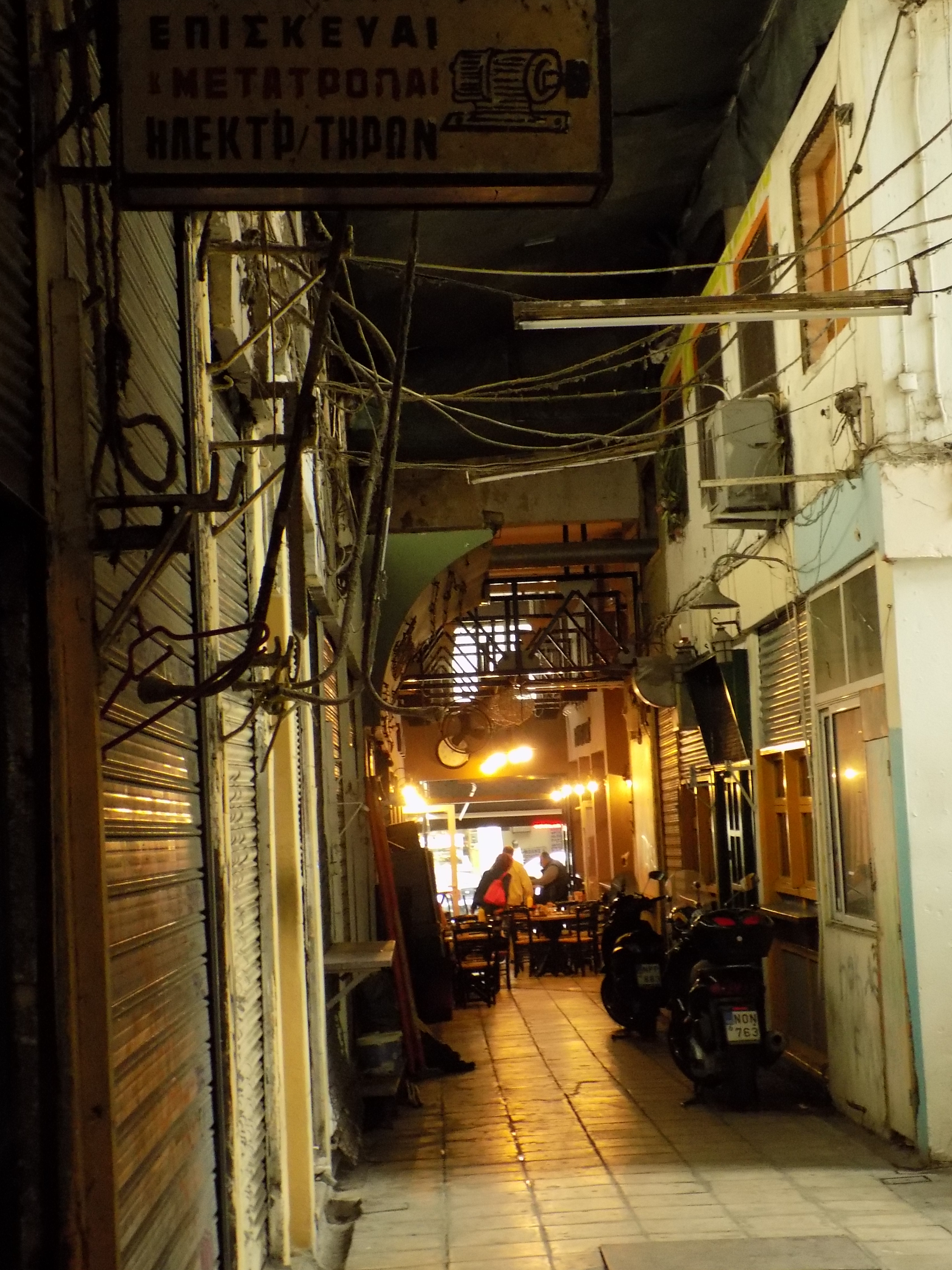
Intérieur

Le marché Modiano (grec moderne : Αγορά Μοδιάνο) ou la stoa Modiano (στοά Μοδιάνο) est un marché couvert situé à Thessalonique, en Grèce. Il a été construit entre 1922 et 1930, au centre de la ville et constitue le point central du marché de la ville qui englobe plusieurs pâtés de maisons. Il tire son nom de l'architecte Eli Modiano (el), membre de la célèbre famille italo-juive Modiano de la ville. 
À l'intérieur de la Stoa, on trouve des marchés de poisson, des boucheries, des tavernes et des bars. C'est un lieu de rencontre sociale et d'importance historique pour la ville. 